# Bergs voetbalkampioenschap 1906/07
In 1906/07 werd het eerste Bergs voetbalkampioenschap gespeeld, dat georganiseerd werd door de West-Duitse voetbalbond. 
SSV 1904 Elberfeld werd kampioen, maar de resultaten van Hilden werden geannuleerd en het was BV Solingen dat zich plaatste zich voor de West-Duitse eindronde. De club verloor in de eerste ronde van Casseler FV 95.

## 1. Klasse
| Plaats | Club               | Wed. | W | G | V | Saldo | Ptn. |
| ------ | ------------------ | ---- | - | - | - | ----- | ---- |
| 1.     | SSV 1904 Elberfeld | 10   | 7 | 1 | 2 | 26:19 | 15:5 |
| 2.     | FC Solingen 95     | 10   | 6 | 1 | 3 | 15:15 | 13:8 |
| 3.     | BV Solingen 98     | 10   | 6 | 0 | 4 | 27:19 | 12:8 |
| 4.     | FC Velbert 1902    | 10   | 3 | 2 | 5 | 16:17 | 8:12 |
| 5.     | FC Hilden 1903     | 10   | 3 | 0 | 7 | 16:8  | 6:14 |
| 6.     | BV Barmen          | 10   | 3 | 0 | 7 | 9:31  | 6:14 |

|  | Geplaatst voor de eindronde                      |
|  | Trok zich na dit seizoen terug uit de competitie |

## 2. Klasse
| Plaats | Club                    | Wed.              | W                 | G                 | V                 | Saldo             | Ptn.              |
| ------ | ----------------------- | ----------------- | ----------------- | ----------------- | ----------------- | ----------------- | ----------------- |
| 1.     | Cronenberger SC 02      | 10                |                   |                   |                   | 45:15             | 17:03             |
| 2.     | BV Solingen 1898 II     | 10                |                   |                   |                   | 31:20             | 15:05             |
| 3.     | SC Solingen             | 10                |                   |                   |                   | 24:13             | 12:08             |
| 4.     | BV Wald 1903            | 10                |                   |                   |                   | 24:37             | 08:12             |
| 5.     | FC Germania 1905 Hilden | 10                |                   |                   |                   | 16:26             | 06:14             |
| 6.     | FC Velbert 1902 II      | 10                |                   |                   |                   | 07:36             | 02:18             |
| 7.     | FC Hagen 1905           | Gediskwalificeerd | Gediskwalificeerd | Gediskwalificeerd | Gediskwalificeerd | Gediskwalificeerd | Gediskwalificeerd |

|  | Promotie                                         |
|  | Trok zich na dit seizoen terug uit de competitie |